# Seruci

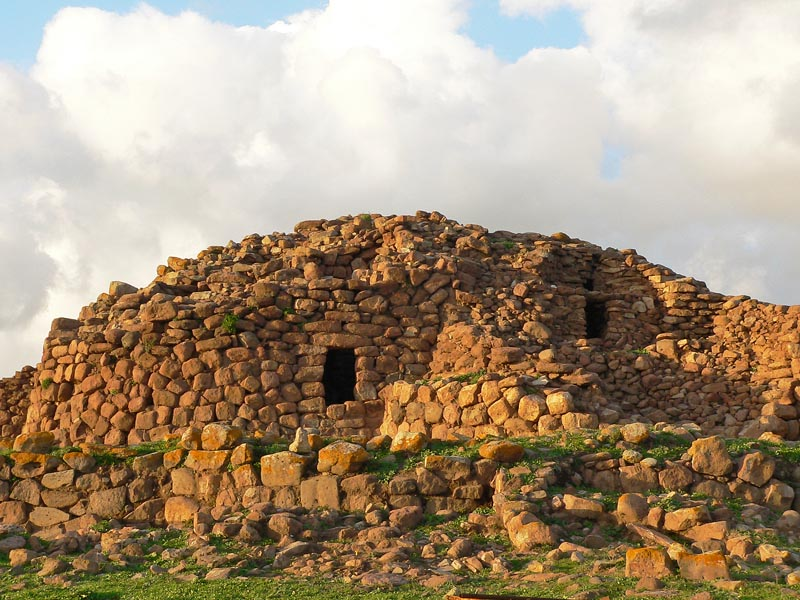
Nuraghe Seruci

Seruci (auch Serucci) ist ein meernahes nuraghisches Dorf mit den Resten von über 100 Rundhütten auf einer Fläche von mehr als fünf Hektar. Es wurde 1897 auf einem Hügel bei Nuraxi Figus zwischen Carbonia und Iglesias, fünf Kilometer südwestlich von Gonnesa, in der italienischen Provinz Sulcis Iglesiente auf Sardinien entdeckt. Hier liegen auch etliche Domus de Janas und drei Gigantengräber.

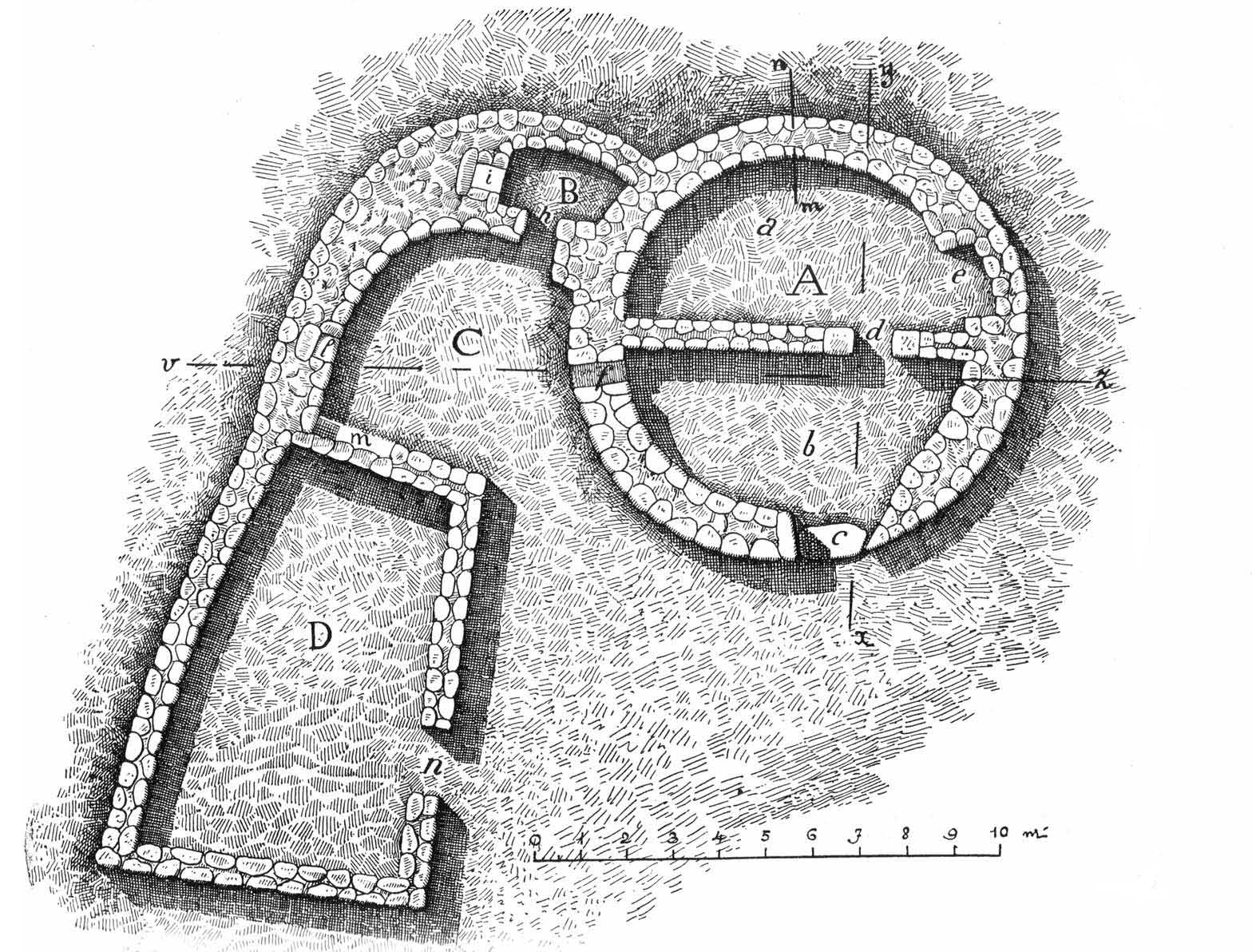
Rundhütte B, mit Anbauten

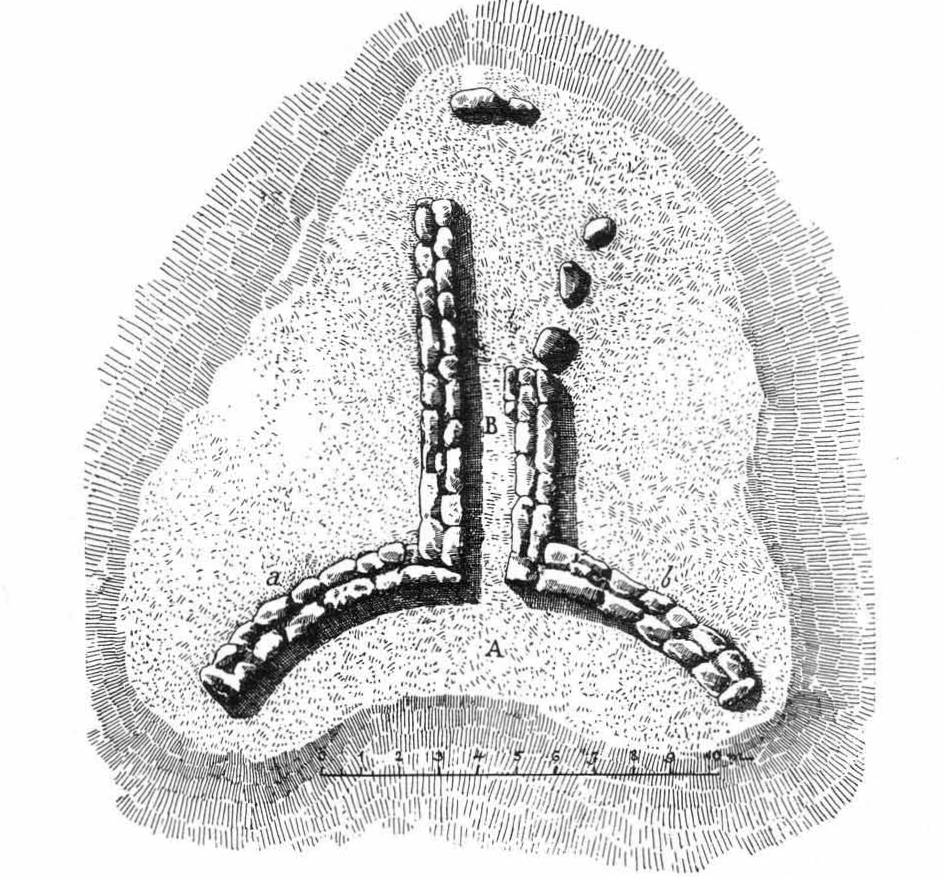
Gigantengrab Seruci

Der von fünf Türmen umgebene Nuraghe am Ostrand des Dorfes ist ein beeindruckender Schutthügel mit einem Überblick über die Macchie und das Ruinenfeld des Dorfes. Erste Grabungen fanden 1913 durch Antonio Taramelli (1868–1939) statt.  Das Dorf wurde ab 1988 weiter ausgegraben. Die Grabungsbefunde legen eine Datierung der fünf Hütten ins 13./12. Jahrhundert v. Chr. nahe.  Eisenzeitliche „geometrische Ware“ (Ceramica geometrica) aus dem 9./5. Jahrhundert v. Chr. fehlt.
Am Südrand, von der übrigen Siedlung etwas abgesetzt, liegt der Sockel einer großen Rundhütte „Sala del Gran Consiglio“ aus Trachyt, die vielleicht als Versammlungsraum diente. Das Podest im Innenraum zeigt die Bedeutung der Rotunde an. Rundhütte B wird durch eine Wand geteilt, eine Seltenheit in der Architektur der Nuraghenkultur. Hütte C hat einen inneren Durchmesser von vier Metern. Die Ringmauer ist nach innen verkippt. In der Innenwand befindet sich eine kleine Nische in der Nähe der Tür und eine Gruppe von drei Nischen in der Wand, bei denen Baityloi gefunden wurden.
Ein Gigantengrab liegt in der Nähe der Nuraghe. Es ist etwa 11,0 m lang, 2,8 m breit und 1,20 m hoch, während der Exedra eine Breite von etwa 12,5 m hat. Deckenplatten fehlen.